# اندیس دولومیت روستای گرگ الله
دولومیت روستای گرگ الله یک اندیس غیرفلزی است که در حوالی شهر کوه دنا استان چهارمحال و بختیاری قرار دارد و مادهٔ معدنی موجود در آن، دولومیت است. و دیرینگی آن به دوران ائوسن-الیگو میوسن می‌رسد. در این اندیس، پاراژنز‌های کلسیت یافت می‌شوند.